# スエズ運河橋
座標: 北緯30度49分42秒 東経32度19分03秒 / 北緯30.828248度 東経32.317572度
スエズ運河橋（スエズうんがきょう、英語: Suez Canal Bridge）、あるいはムバーラク平和橋 (Mubarak Peace Bridge)、エジプト-日本友好橋 (Egyptian-Japanese Friendship Bridge) は、アル・カンターラ (Al Qantarah El Sharqiyya) でスエズ運河を横断している道路橋である。アラビア語でアル・カンターラは「橋」という意味である。

## 設計と建設
この橋は、日本政府からの支援の下に建設された。高架部の施工を請け負ったのは鹿島建設、日本鋼管、新日本製鐵によるコンソーシアムである。
建設費の60 パーセント、135億円に上る日本からの支援は、より大きなシナイ半島開発プロジェクトの一環として、1995年3月のムバーラク大統領の日本訪問時に合意された。エジプトは残りの40 パーセント、90億円を負担した。橋は2001年10月に開通した。
橋は運河上70 mの桁下高さがあり、全長は3.9 kmで、うち主支間の400 mが斜張橋でできており、両側に約1.8 kmずつのアプローチがある。主支間を支える2つの主塔は高さ154 mある。主塔はオベリスクの形に設計されている。
橋の下のクリアランス(桁下高)は70 mで、このためにスエズ運河を通航することができる船の水面上最大高さは68 mに規定されている。スエズマックスも参照。

## 地域の重要な開発計画
スエズ運河橋はスエズ運河周辺地域を開発する動きの一部で、他に1983年に完成したアハメド・ハムディ・トンネルや、エル・フェルダン鉄道橋、スエズ運河横断架空線 (Suez Canal overhead line crossing) などがある。